# Llayangudi
Llayangudi là một thị xã panchayat của quận Sivaganga thuộc bang Tamil Nadu, Ấn Độ.

## Nhân khẩu
Theo điều tra dân số năm 2001 của Ấn Độ, Llayangudi có dân số 19.100 người. Phái nam chiếm 48% tổng số dân và phái nữ chiếm 52%. Llayangudi có tỷ lệ 76% biết đọc biết viết, cao hơn tỷ lệ trung bình toàn quốc là 59,5%: tỷ lệ cho phái nam là 81%, và tỷ lệ cho phái nữ là 72%. Tại Llayangudi, 12% dân số nhỏ hơn 6 tuổi.